# Ґруппі
Ґруппі (англ. groupie) — особа, що прагне емоційної і статевої близькості з музикантом або іншою знаменитістю.
Ненсі Спаджен, що стала партнеркою Сіда Вішеза з Sex Pistols є одним з прикладів ґруппі — жінок, що беруть на себе таку роль також називають «польовими дружинами». Іншим типом ґруппі були дівчата-підлітки, що знаходилися на задній сцені під час виступу рок-гуртів у 1970х.
Пісня «Apple Scruffs», з альбому All Things Must Pass Джорджа Гаррісона присвячена «Епл Скрафс» (англ. Apple scruffs) — групі дівчат-підлітків, що чергували біля студії Abbey Road Studios і біля дому Пола Макартні іноді у жахливу погоду, щоб мигцем глянути на членів гурту The Beatles. Пісня «She Came in Through the Bathroom Window» гурту The Beatles присвячена дню, коли кілька членкинь Епл Скрафс видерлись у вікно ванни, що на другому поверсі хати Пола Макартні і викрали з його шафи двоє штанів, що їх вони потім носили по черзі. Вони також викрали фотографії у рамці, але потім повернули їх Полу на його вимогу. Американський кінофільм 2000го Almost Famous описує життя ґруппі (хоча самі себе вони у фільмі називають «допомогою гурту»). Американський Кінофільм 1970го Groupie Girl співсценаристом котрого була Сюзан Мерсер, базується на досвіді Сюзан як членкині ґруппі.
Майкл Джексон стверджував, що його пісня Dirty Diana, що довго очолювала Billboard Hot 100, присвячена ґруппі.